# Аргонаути
У грчкој митологији, Аргонаути су група хероја која је, у годинама пре Тројанског рата, пратила Јасона у Колхиду у потрази за златним руном. Путовали су бродом Арго, па њихово име у ствари значи „морнари са Арга“. Понекад их зову и Минијци, по преисторијском племену из кога је потицала већина Аргонаута.
Брод је назван по свом градитељу, Аргу, сину Фриксовом.

## Прича
После смрти краља Кретеја, Еољанин Пелија је преотео трон свом полубрату Есону и постао краљ Јолка у Тесалији (у близини данашњег града Волоса). Због овог незаконитог акта, пророчиште га је упозорило да ће потомак Еолов тражити освету. Пелија је побио све познате Еолове потомке које је могао наћи, али је сачувао живот Есону после велике молбе своје мајке Тире. Пелија га је држао у затвору и присиљавао да се одрекне свог наслеђа. Касније је Есон оженио Полимелом, која му је родила сина Диомеда. Пелија је одмах желео да убије дете, али је Полимела наговорила своје рођаке да кукају над њим, као да је умро на рођењу. Организовала је лажну сахрану а дете прокријумчарила на планину Пелион, где га је одгајао кентаур Хирон, који је дечаку дао име Јасон. Када је Јасон напунио 20 година, отишао је да се посаветује с пророчиштем које му је наредило да се обуче као Магнезијац, да се огрне леопардовом кожом и да носи два копља. Затим треба да оде на јолшки двор. Јасон је урадио како му је речено. Нова пророчица је упозорила Пелију да се чува човека с једном сандалом. Једног дана Пелија је подносио свечану жртву Посејдону, којој су присуствовали неки околни краљеви. У гомили народа стајао је високи младић у леопардовој кожи са само једном сандалом. Пелија је у њему препознао свог братанца. Јасон је изгубио једну сандалу док је прелазио блатњаву воду реке Анаврос. Помогао је једној старици коју је пренео преко реке. Ова жена је у ствари била прерушена Хера, која је желела да казни јер јој није прилагао прописане жртве. Када је Пелија срео Јасона, није га могао убити на јавном месту, јер су били присутни многи истакнути краљеви из еоловске породице. Уместо тога, пришао је младићу и упитао га: „Шта би урадио када би пророчиште објавило да један од твојих грађана жели да те убије?“. Јасон је одговорио да би га послао да донесе златно руно, не знајући да му је Хера ставила ове речи у уста. Јасон је касније сазнао да је Пелију прогонио Фриксов дух, који је побегао из Орхомена јашући на светом овну да би избегао жртвовање, и дошао на Колхиду где му је, после смрти, забрањена прописна сахрана. Према пророчишту, Јолк неће напредовати док се Фриксов дух не врати назад на броду заједно с златним руном. Руно је сада било обешено о дрво у гају колхидског Ареса, а дању и ноћу га је чувао змај који никада није спавао. Пелија се заклео Зевсом да ће се одрећи престола по Јасоновом повратку, јер је очекивао да ће се Јасонов покушај крађе златног руна завршити његовом смрћу. Хера је међутим помагала Јасону за време овог опасног путовања.
Јасону су се придружили неки од највећих хероја античке Грчке. Број Аргонаута се мењао, али је био између 40 и 55; традиционалне верзије приче говоре о 50 Аргонаута.
Неки сматрају да је легенда о златном руну заснована на обичају племена са Црног мора да поставе јагњеће руно на дно потока да би се у њега хватали груменчићи злата који су се спирали у потоку. Овај обичај је још постојао у древним временима у подручју Сванети у Грузији.
Не постоји дефинитивна листа Аргонаута. Х. Ј. Роуз објашњава да је то због тога што је „Аргонаутски предак био додатак чак и поноснијим педигрејима”. Следећи списак је сакупљен из неколико листа датих у античким изворима.
1. Акаст
2. Еталид
3. Амфион
4. Аскалаф
5. Аталанта
6. Аутолик
7. Бут
8. Кајајс
9. Кант
10. Кастор
11. Ехион
12. Еуфем
13. Еурјал
14. Херакле
15. Хила
16. Ида
17. Идмон
18. Јолај
19. Јасон
20. Лаерт
21. Линкеј
22. Мелеагар
23. Ојлеј
24. Орфеј
25. Пелеј
26. Фиолоктет
27. Пеја (Аргонаут)
28. Полидеук
29. Полифем
30. Пориклимен
31. Теламон
32. Тезеј (мада неки тврде да је он у то време још био у Подземном свету)
33. Тифис
34. Зет

## Путовање
Јасон је, заједно са осталих 49 чланова посаде, отпловио је из Иолка ка Колхиди да донесу златно руно.

### Жене Лимноса
Аргонаути су се прво зауставили на Лимносу, где су сазнали да су сви мушкарци били убијени. Разлог за то је био што током неколико година жене нису поштовале и приносиле понуде Афродити, те их је она у свом гневу посећива са гнусним задахом. Стога су њихови супружници заробили жене из суседне земље Тракије и спавали с њима. Обесчашћене, све лимноске жене, осим Хипсипиле, биле су подстакнуте истом богињом на заверу да убију своје очеве и мужеве. Оне су затим свргле краља Тоанта који је требало да умре заједно са свим другим мушкарцима племена, али га је тајно поштедела његова кћер Хипсипила. Она је ставила Тоанта на брод који је олуја однела на острво Таурика.